# Leptospermum deuense
Leptospermum deuense är en myrtenväxtart som beskrevs av Joy Thomps.. Leptospermum deuense ingår i släktet Leptospermum och familjen myrtenväxter. Inga underarter finns listade i Catalogue of Life.